# Lampetis lateoculata
Lampetis lateoculata es una especie de escarabajo del género Lampetis, familia Buprestidae. Fue descrita científicamente por Fairmaire en 1891.